# Malcom
Malcom Filipe Silva de Oliveira (São Paulo, 26 de febrero de 1997) es un futbolista brasileño que juega como delantero o centrocampista en el Al-Hilal Saudi F. C. de la Liga Profesional Saudí.

## Trayectoria

### Corinthians
Malcom comenzó su carrera futbolística en las categorías inferiores del Corinthians. En 2014 llegó al primer equipo, jugando regularmente durante el campeonato brasileño de 2015. Durante su estancia en el club participó en 73 partidos, anotando 10 goles.

### Girondins de Burdeos
En enero de 2016 fichó por el Girondins de Burdeos, donde estuvo durante dos temporadas y media, disputando 96 encuentros y marcando 23 goles.

### F. C. Barcelona
El 23 de julio de 2018 fue traspasado a la A. S. Roma por un coste de 32 millones de euros. Sin embargo, al día siguiente se rompió el acuerdo tras llegar una oferta del F. C. Barcelona. Este fichaje tuvo un costo de 40 millones de euros más un millón en variables, firmando contrato por cinco temporadas. Aunque había llegado a un acuerdo con la A. S. Roma un día antes, cuando llegó la oferta del club blaugrana anuló el anterior acuerdo. El 6 de noviembre, en el partido contra el Inter de Milán de Liga de Campeones, saltó al campo sustituyendo a Dembélé marcando 3 minutos después de entrar al campo. El 6 de febrero anotó su primer gol en El Clásico ante el Real Madrid, en la ida de semifinales de la Copa del Rey, que puso el empate a uno en el marcador, también siendo de los más destacados en el partido.

### Zenit de San Petersburgo
Tras una temporada con poco protagonismo en el club azulgrana, donde no contó con la confianza de Ernesto Valverde, fichó por el Zenit de San Petersburgo por un montante global de 40 millones de euros más 5 en variables. Hizo su debut al día siguiente en un empate 1-1 en casa con el F. C. Krasnodar, como suplente en el minuto 71 de Alekséi Sutormín.
El 29 de abril de 2023 anotó cuatro goles en un partido por primera vez en su carrera, ayudando al Zenit a lograr una victoria a domicilio por 1-5 contra el Krylia Sovetov. Se convirtió en el máximo goleador de la Liga Premier de Rusia 2022-23 con 23 goles, competición de la que también fue elegido mejor delantero y mejor jugador.
Durante su etapa en el club, disputó 109 partidos, marcó 42 goles, dio 24 asistencias y ganó nueve títulos (cuatro Ligas Premier de Rusia, cuatro Supercopas de Rusia y una Copa de Rusia).

### Al-Hilal Saudi F. C.
El 26 de julio de 2023 llegó al Al-Hilal Saudi F. C. a cambio de 60 millones de euros. Debutó marcando un gol al Al Ittihad en los cuartos de final de la Copa de Campeones Árabe el 5 de agosto.

## Selección nacional
Fue convocado para defender a la selección de Brasil en el Campeonato Sudamericano Sub-20 de 2015 que se realizó en Uruguay. Jugó 6 encuentros, anotó 1 gol y clasificaron al Mundial de la categoría. Nuevamente fue seleccionado para ser parte del plantel de Brasil y viajar a Nueva Zelanda para disputar la Copa Mundial Sub-20. Llegaron a la final, contra Serbia, pero perdieron en el alargue.
El 21 de septiembre de 2018 fue convocado por la selección absoluta brasileña para los partidos que se disputarían en octubre frente a Arabia Saudita y Argentina.
Participó en los Juegos Olímpicos de Tokio 2020 y en la final ante España marcó en la prórroga el gol que le daba la medalla de oro a Brasil.
El 17 de junio de 2023 hizo su debut con la selección absoluta en un amistoso ante Guinea en el que disputó los últimos minutos del encuentro.

### Participaciones en categorías inferiores
| Competición                            | Sede          | Resultado     | Partidos | Goles |
| -------------------------------------- | ------------- | ------------- | -------- | ----- |
| Campeonato Sudamericano Sub-20 de 2015 | Uruguay       | Cuarto puesto | 6        | 1     |
| Copa Mundial Sub-20 de 2015            | Nueva Zelanda | Subcampeón    | 5        | 0     |

## Estadísticas
Actualizado al 4 de julio de 2025.
| Club                                | Div.          | Temporada     | Liga  | Liga  | Estatal | Estatal | Copas nacionales | Copas nacionales | Torneos internacionales | Torneos internacionales | Total | Total | Media goleadora |
| Club                                | Div.          | Temporada     | Part. | Goles | Part.   | Goles   | Part.            | Goles            | Part.                   | Goles                   | Part. | Goles | Media goleadora |
| ----------------------------------- | ------------- | ------------- | ----- | ----- | ------- | ------- | ---------------- | ---------------- | ----------------------- | ----------------------- | ----- | ----- | --------------- |
| S. C. Corinthians · Brasil          | 1.ª           | 2014          | 20    | 2     | 1       | 0       | 3                | 0                | 0                       | 0                       | 24    | 2     | 0.08            |
| S. C. Corinthians · Brasil          | 1.ª           | 2015          | 31    | 5     | 10      | 3       | 2                | 0                | 3                       | 0                       | 46    | 8     | 0.17            |
| S. C. Corinthians · Brasil          | Total club    | Total club    | 51    | 7     | 11      | 3       | 5                | 0                | 3                       | 0                       | 70    | 10    | 0.14            |
| F. C. Girondins de Burdeos Francia  | 1.ª           | 2015-16       | 12    | 1     | —       | —       | 1                | 1                | —                       | —                       | 13    | 2     | 0.15            |
| F. C. Girondins de Burdeos Francia  | 1.ª           | 2016-17       | 37    | 7     | —       | —       | 8                | 2                | —                       | —                       | 45    | 9     | 0.2             |
| F. C. Girondins de Burdeos Francia  | 1.ª           | 2017-18       | 35    | 12    | —       | —       | 1                | 0                | 2                       | 0                       | 38    | 12    | 0.32            |
| F. C. Girondins de Burdeos Francia  | Total club    | Total club    | 84    | 20    | —       | —       | 10               | 3                | 2                       | 0                       | 96    | 23    | 0.24            |
| F. C. Barcelona · España            | 1.ª           | 2018-19       | 15    | 1     | —       | —       | 6                | 2                | 3                       | 1                       | 24    | 4     | 0.17            |
| F. C. Barcelona · España            | Total club    | Total club    | 15    | 1     | —       | —       | 6                | 2                | 3                       | 1                       | 24    | 4     | 0.17            |
| Zenit de San Petersburgo · Rusia    | 1.ª           | 2019-20       | 12    | 4     | —       | —       | 3                | 0                | 0                       | 0                       | 15    | 4     | 0.27            |
| Zenit de San Petersburgo · Rusia    | 1.ª           | 2020-21       | 21    | 3     | —       | —       | 1                | 0                | 3                       | 0                       | 25    | 3     | 0.12            |
| Zenit de San Petersburgo · Rusia    | 1.ª           | 2021-22       | 24    | 8     | —       | —       | 3                | 0                | 8                       | 1                       | 35    | 9     | 0.26            |
| Zenit de San Petersburgo · Rusia    | 1.ª           | 2022-23       | 27    | 23    | —       | —       | 6                | 3                | —                       | —                       | 33    | 26    | 0.79            |
| Zenit de San Petersburgo · Rusia    | 1.ª           | 2023-24       | 0     | 0     | —       | —       | 1                | 0                | —                       | —                       | 1     | 0     | 0               |
| Zenit de San Petersburgo · Rusia    | Total club    | Total club    | 84    | 38    | —       | —       | 14               | 3                | 11                      | 1                       | 109   | 42    | 0.39            |
| Al-Hilal Saudi F. C. Arabia Saudita | 1.ª           | 2023-24       | 31    | 15    | —       | —       | 7                | 4                | 14                      | 6                       | 52    | 25    | 0.48            |
| Al-Hilal Saudi F. C. Arabia Saudita | 1.ª           | 2024-25       | 30    | 9     | —       | —       | 3                | 1                | 16                      | 4                       | 49    | 14    | 0.29            |
| Al-Hilal Saudi F. C. Arabia Saudita | Total club    | Total club    | 61    | 24    | —       | —       | 10               | 5                | 30                      | 10                      | 101   | 39    | 0.39            |
| Total carrera                       | Total carrera | Total carrera | 295   | 90    | 11      | 3       | 45               | 13               | 49                      | 12                      | 400   | 118   | 0.3             |

## Palmarés

### Títulos nacionales
| Título                          | Club                     | País           | Año     |
| ------------------------------- | ------------------------ | -------------- | ------- |
| Campeonato Brasileño de Serie A | S. C. Corinthians        | Brasil         | 2015    |
| Supercopa de España             | F. C. Barcelona          | España         | 2018    |
| Primera División de España      | F. C. Barcelona          | España         | 2018-19 |
| Liga Premier de Rusia           | Zenit de San Petersburgo | Rusia          | 2019-20 |
| Copa de Rusia                   | Zenit de San Petersburgo | Rusia          | 2019-20 |
| Supercopa de Rusia              | Zenit de San Petersburgo | Rusia          | 2020    |
| Liga Premier de Rusia           | Zenit de San Petersburgo | Rusia          | 2020-21 |
| Supercopa de Rusia              | Zenit de San Petersburgo | Rusia          | 2021    |
| Liga Premier de Rusia           | Zenit de San Petersburgo | Rusia          | 2021-22 |
| Supercopa de Rusia              | Zenit de San Petersburgo | Rusia          | 2022    |
| Liga Premier de Rusia           | Zenit de San Petersburgo | Rusia          | 2022-23 |
| Supercopa de Rusia              | Zenit de San Petersburgo | Rusia          | 2023    |
| Supercopa de Arabia Saudita     | Al-Hilal Saudi F. C.     | Arabia Saudita | 2023    |
| Liga Profesional Saudí          | Al-Hilal Saudi F. C.     | Arabia Saudita | 2023-24 |
| Copa del Rey de Campeones       | Al-Hilal Saudi F. C.     | Arabia Saudita | 2023-24 |
| Supercopa de Arabia Saudita     | Al-Hilal Saudi F. C.     | Arabia Saudita | 2024    |

### Títulos internacionales
| Título                    | Club o selección | Sede  | Año  |
| ------------------------- | ---------------- | ----- | ---- |
| Torneo Olímpico de Fútbol | Brasil olímpica  | Japón | 2020 |

### Distinciones individuales
| Distinción                                                                         | Año  |
| ---------------------------------------------------------------------------------- | ---- |
| Parte de los 50 mejores futbolistas sub-18 del mundo según medio Goal.com          | 2014 |
| Jóvenes promesas de Brasil para Pasión Fútbol (puesto 3)                           | 2016 |
| Parte de los 50 mejores futbolistas sub-18 del mundo según medio Goal.com          | 2016 |
| Parte de los 59 mejores futbolistas sub-21 del mundo (#52) según medio FourFourTwo | 2016 |
| Máximo goleador de la Liga Premier de Rusia                                        | 2023 |
| Mejor delantero de la Liga Premier de Rusia                                        | 2023 |
| Mejor jugador de la Liga Premier de Rusia                                          | 2023 |